# 奧匈帝國皇儲奧托·馮·哈布斯堡逝世及葬禮

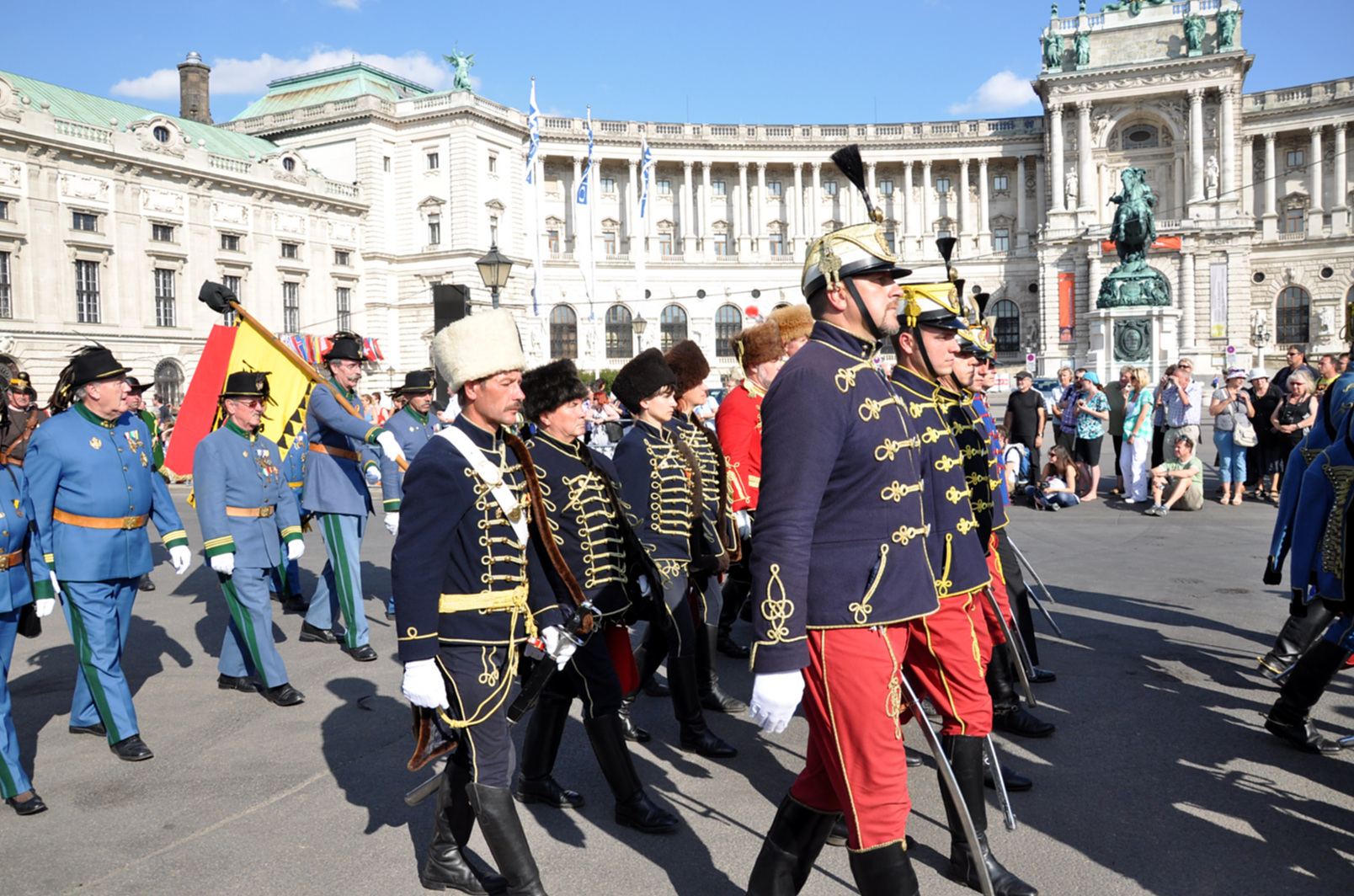
穿著帝國驃騎兵制服的送葬隊伍來到英雄广场

2011年7月4日，前哈布斯堡家族首领（1922-2007） 和皇储奥托·冯·哈布斯堡，兼为奥匈帝国皇位覬覦者奧托一世在德國家中去世，享年98岁。

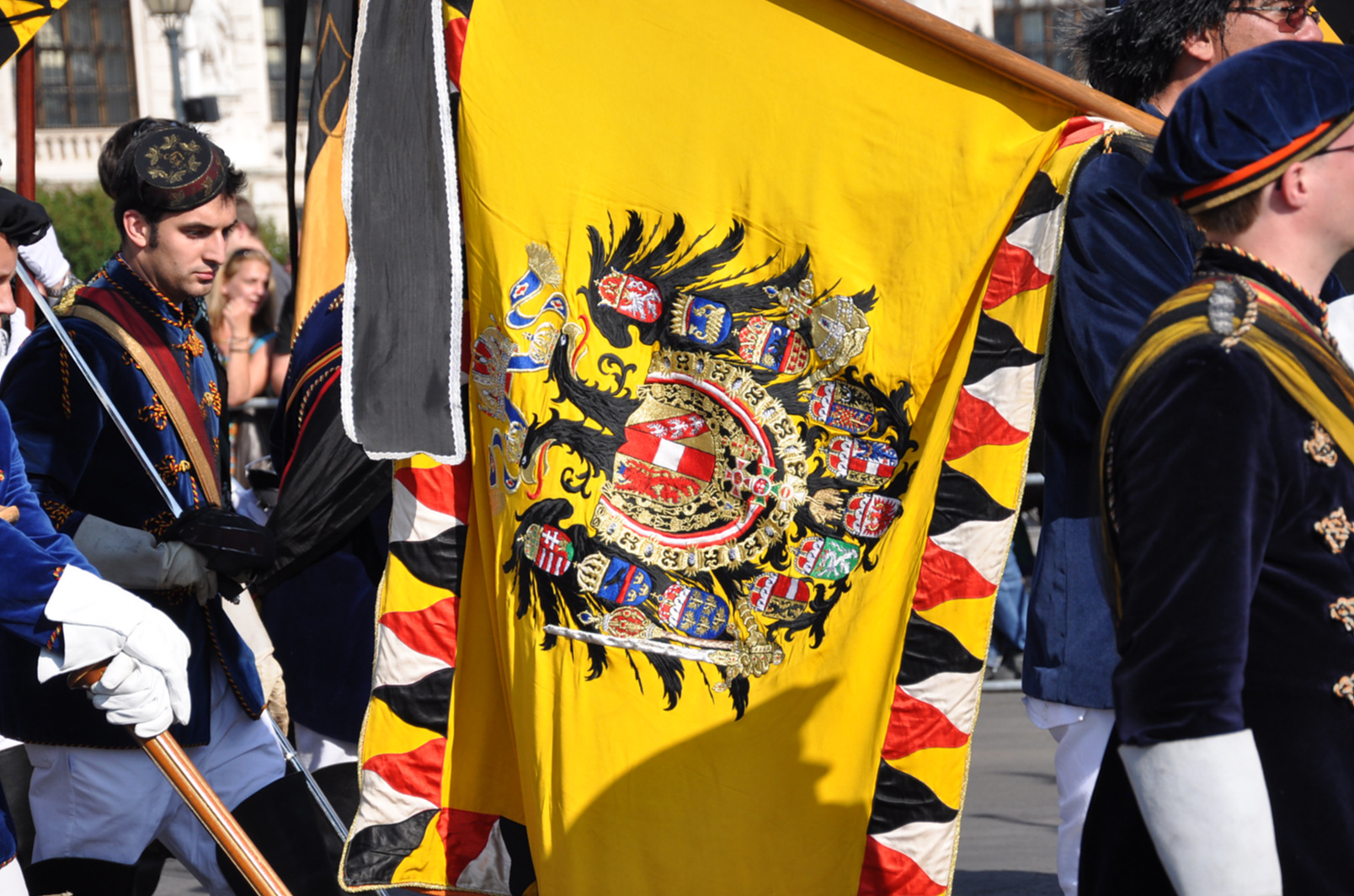
帝國紋章

第二天，一些原奥匈帝国国家开始为期13天的哀悼期。7月16日，奥托被埋葬在维也纳嘉布遣会教堂下的皇家墓穴中，7月17日，他的心脏被埋葬在匈牙利的潘农哈尔马修道院。庆祝了多场安魂曲。许多外国政要，其中包括瑞典国王卡尔十六世·古斯塔夫、卢森堡大公亨利、罗马尼亚国王米哈伊一世、保加利亚沙皇和前保加利亚總理西美昂二世、列支敦士登亲王汉斯·亚当二世和马耳他騎士团大教长马修·费斯廷——7月16日，参加了在维也纳圣斯蒂芬大教堂举行的安魂弥撒，由枢机克里斯托夫·申布伦主持，随后在皇家墓穴中进行了安葬。巴伐利亚也举行了纪念活动。这是哈布斯堡皇室在帝国墓穴中的最近一次埋葬，自1633年以来，哈布斯堡王朝的其他145名成员，包括许多神圣罗马帝国皇帝和奥地利皇帝，都被安葬在这里。
约1,000名受邀嘉宾和10万名公众参加了在维也纳举行的葬礼，奥地利电视台对葬礼进行了现场直播。长达一公里的送葬队伍将奥托的灵柩从圣斯蒂芬大教堂运到了皇家墓穴。这些仪式导致维也纳市中心大部分地区的公共交通被关闭。
这次葬礼被描述为在维也纳举行的“最后一位皇帝的葬礼”。

## 反應
奥托是奥地利末代皇帝兼匈牙利国王卡爾一世和他的妻子的长子，出生时是奥地利、匈牙利、克罗地亚和波西米亚王位的第三顺位继承人。1916 年，随着他父亲登基，他本人也成为皇儲。由于他的父亲从未正式退位，奥托本人、他的家人和奥匈帝国的保皇党都认为奥托是合法的皇帝及国王。1918年后，奥托被迫与家人一起流亡，从20世纪30年代起，奥托開始活跃在奥地利和欧洲的政治舞台上，是欧洲一体化的早期支持者和纳粹主义和共产主义激烈反对者。第二次世界大战后，他担任欧洲议会议员。
他也被描述为“最后的皇帝” 。

### 國家
- 梵蒂冈：教皇本笃十六世称奥托是“一位伟大的欧洲人”，为欧洲的和平、各国人民的共存和公正秩序而不懈努力，教皇本笃十六世在致奥匈帝國新皇位覬覦者卡尔二世的电报中向哈布斯堡王朝表示哀悼。本尼迪克特称赞奥托·冯·哈布斯堡是“一位伟大的欧洲人”，他为欧洲的和平、各国人民的共存和公正秩序做出了不懈的努力。教宗写道：“在这一悲惨损失的悲痛时刻，我与您和整个皇室一起为死者祈祷。在漫长而充实的一生中，奥托大公是欧洲多事的历史的见证者。” 。红衣主教雷纳托·马蒂诺回忆奥托是20世纪天主教信仰和人类尊严的“最伟大的捍卫者”之一，并指出他的父亲，“神圣的奥地利卡尔一世，从小就向他灌输，统治者的职务是神圣的服务和为了托付给他的人民的利益而无私牺牲的职务。这是一种影响他一生的哲学。” 红衣主教克里斯托夫·申布伦 表示，“奥托·冯·哈布斯堡无疑是真正伟大的欧洲人之一”，他应该被视为“欧洲的建筑师”之一。欧洲理念和欧洲一体化”与罗伯特·舒曼、康拉德·阿登纳和阿尔西德·德·加斯佩里。申布伦感到遗憾的是，奥地利花了这么长时间才表达“对哈布斯堡王朝的合理感激之情，奥地利对此感激不尽”，并且“我们今天消费的是哈布斯堡王朝的政治和文化遗产”。

- 匈牙利：奥托去世的消息传出后，匈牙利立即在议会默哀一分钟。匈牙利总统施米特·帕尔和匈牙利总理欧尔班·维克托均向哈布斯堡家族表示哀悼。政府官方声明称，“他对匈牙利事业和匈牙利人民的坚定支持使他在我国得到了普遍认可和声望”。
- 奥地利：奥地利总统海因茨·菲舍尔称奥托为“奥地利共和国的忠诚公民”。尽管在奥托正式放弃王位继承权之前，他和他的家人被禁止进入奥地利，但总统指出，他与共和政府的关系“在过去几十年中发展良好”。奧地利总理维尔纳·法伊曼称“他的一生反映了奥地利和欧洲历史的伟大转折点”。

奥地利前总理沃尔夫冈·许塞尔 表示，奥托是“一位坚定的欧洲人，为奥地利走向欧洲的道路铺平了道路”，他“像其他人一样将全欧洲的理念内化并在当时就已经明确表达了这一理念”。整个大陆上空笼罩着黑暗的阴影。” 奥地利人民党欧洲议会代表团团长奥特马尔·卡拉斯表示，“整个欧洲都在哭泣”。
- 捷克：捷克外交部长卡雷尔·施瓦岑贝格赞扬奥托，称奥托“为被囚禁在铁幕后的为人民勇敢地奋斗”。施瓦岑贝格评论说，奥托是“旧君主制”中最后一个拥有宪法地位的人，并表示“原奧匈帝國國家永远不应该忘记他是奥地利、匈牙利和波西米亚的皇储”。施瓦岑贝格还赞扬了奥托强烈的反纳粹立场，称吞并奥地利的代号为“奥托行动”，这意味着“纳粹知道奥托是他们的主要敌人”。
- 斯洛維尼亞：斯洛文尼亞总统达尼洛·圖尔克表示：“奥托·冯·哈布斯堡是欧洲统一的最有力倡导者之一，是一位伟人，也是人类自由的推动者。”
- 拉脫維亞：拉脱维亚外交部长蒂尔茨·瓦尔迪斯·克里斯托夫斯基向德国外交部长表示哀悼，并表示哈布斯堡王朝“对传播欧洲民主和欧洲理念的参与将被拉脱维亚铭记”。
- 北馬其頓：北马其顿总统格奥尔基·伊万诺夫向哈布斯堡家族致唁电，称奥托·冯·哈布斯堡是“北马其顿共和国的朋友”，“他从未忘记北马其顿”。[4]

- 科索沃：科索沃总统阿蒂费特·亚希雅加向哈布斯堡王朝表示哀悼，表示“我深感悲痛地听到奥托·冯·哈布斯堡皇帝陛下去世的消息。今天，欧洲失去了一位杰出的政治家、和平的伟大支持者和科索沃联盟的贡献者，而科索沃失去了一位将被永远考虑和铭记的不可替代的朋友。在这个痛苦的时刻，我代表科索沃共和国及其公民并以我个人的名义，表示最衷心的哀悼和我的哀悼。向哈布斯堡王朝表示最深切的同情。”

- ：外交部长戈尔丹·扬德罗科维奇向哈布斯堡家族表示哀悼，并形容奥托是“伟大的政治榜样、伟大的欧洲人和不懈的人权促进者”。他说，克罗地亚人民一直有奥托这样的伟大朋友，人们将特别记住他对克罗地亚共和国国际认可的参与和贡献，以及他对克罗地亚加入欧盟的支持。
- 德国：国会议员兼被逐者联邦主席艾丽卡·施泰恩巴赫称赞奥托是“难民的坚定支持者和欧洲各国人民之间富有同情心的调解人”。
  -  ：奥托擔任欧洲议会议员所代表的执政党巴伐利亚基督教社会联盟发表声明称，“社盟对奥托·冯·哈布斯堡-洛林殿下的去世表示哀悼。” 主席霍斯特·泽霍费尔称赞奥托是“欧洲的倡导者、自由、信仰和价值观的捍卫者”。他还提到了奥托在推倒铁幕方面所发挥的作用。

## 出席人物
由于奧托是神圣罗马帝国末代皇帝弗朗茨二世的直系后裔以及奧匈帝国末代皇储，因此大量外国王室或政要參加葬禮。

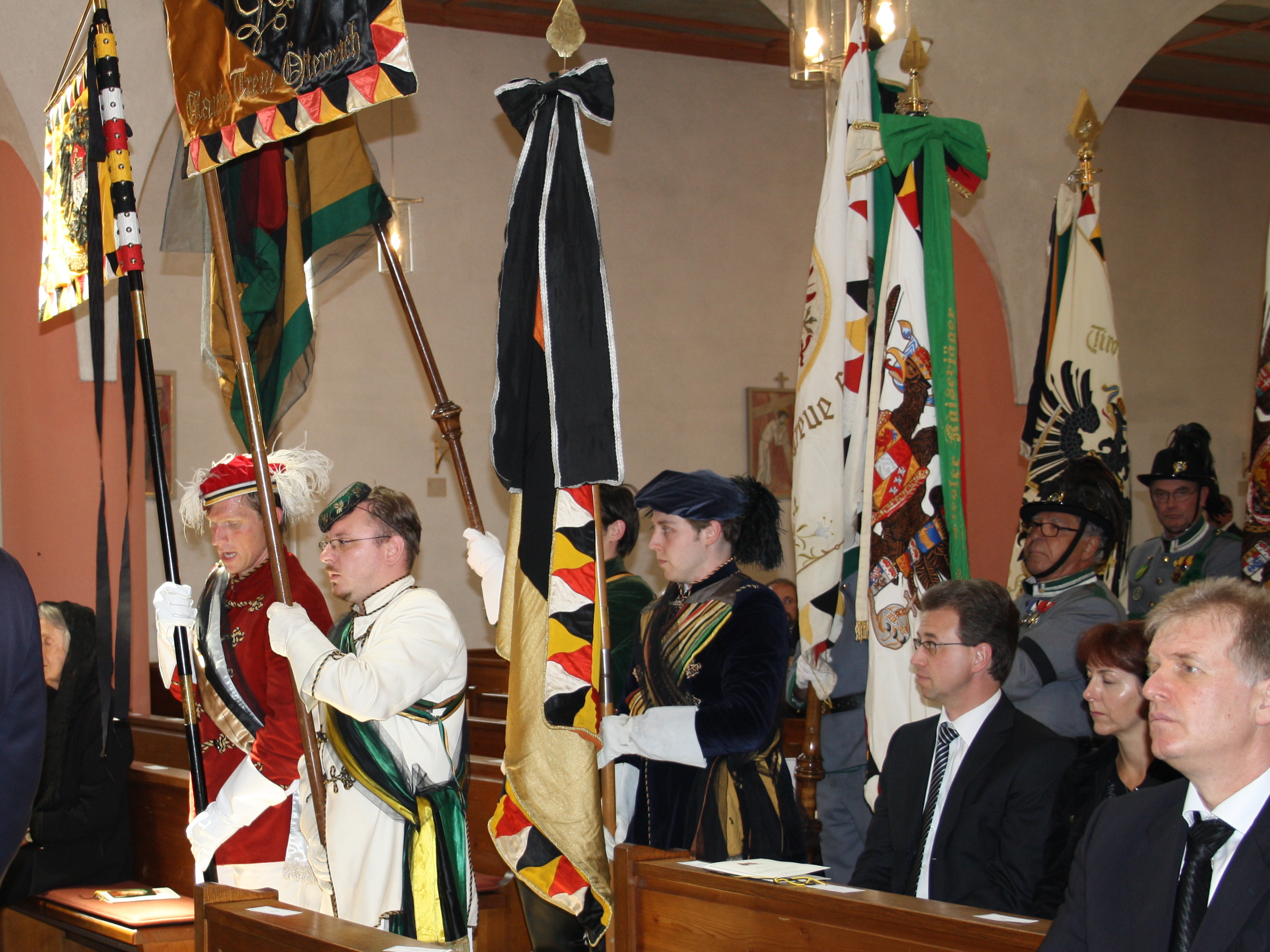
旗手在葬禮中穿著傳統服裝

### 珀京7月9日

#### 皇室及貴族
- 哈布斯堡王朝：卡尔·冯·哈布斯堡、格奥尔格·冯·哈布斯堡、奥地利的安德里亚、奥地利的莫妮卡、奥地利的米凯拉、加布里埃拉·冯·哈布斯堡和奥地利的沃尔布加
- 维特尔斯巴赫王朝：巴伐利亚的柳特波德王子[5]
- 图恩和塔克西斯家族：格洛丽亚·冯·图恩和塔克西斯
- 埃施特哈齐家族：克里斯蒂娜·埃斯特哈齐·冯·加兰莎伯爵夫人

#### 國家代表
- ：賬政部長格奥尔格·法伦森
- 德国：伊尔斯·艾格纳[5]

### 慕尼黑7月11日

#### 皇室及貴族
- 哈布斯堡王朝：卡尔·冯·哈布斯堡、格奥尔格·冯·哈布斯堡、奥地利的安德里亚、奥地利的莫妮卡、奥地利的米凯拉、加布里埃拉·冯·哈布斯堡和奥地利的沃尔布加
- 维特尔斯巴赫王朝：巴伐利亚的柳特波德王子、巴伐利亚公爵马克斯·埃曼努埃尔及夫人
- 图恩和塔克西斯家族：格洛丽亚·冯·图恩和塔克西斯

#### 國家代表
- ：巴伐利亞州州長霍斯特·泽霍费尔和前州長埃德蒙德·斯托伊贝
- 德国：聯邦部長彼得·拉姆绍尔和西奥·韦格尔
- 奥地利：前總理沃尔夫冈·许塞尔
- 科索沃：外交部長恩维尔·霍克哈吉[6][7]

### 玛丽亚采尔7月13日

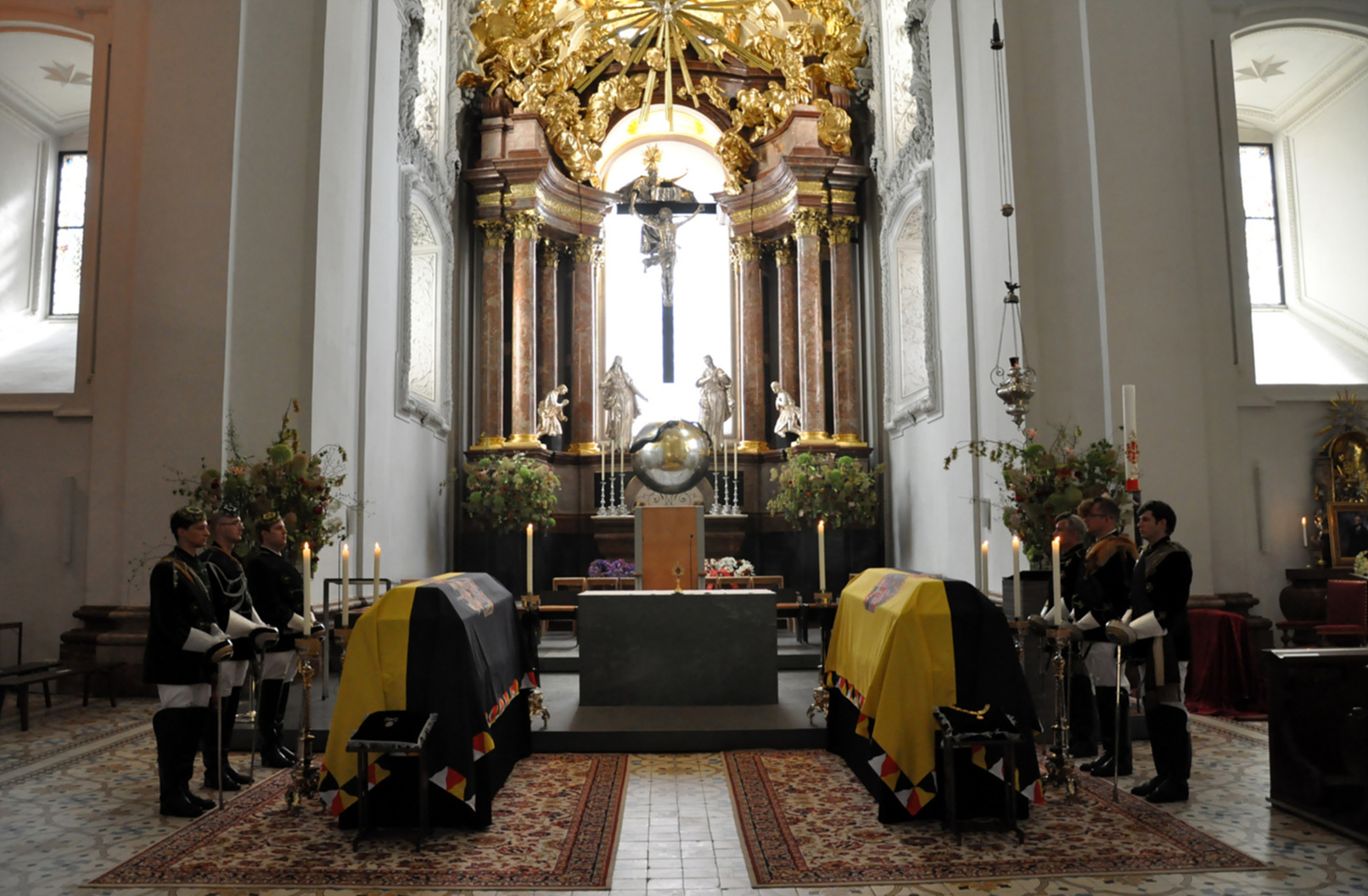
在玛丽亚采尔舉行安魂曲

#### 國家代表
- 梵蒂冈：红衣主教克里斯托夫·申布伦（代表教皇本笃十六世），他也負責在维也纳主持安魂曲

#### 宗教人士
原 奥匈帝国成員：原奥匈帝国的中欧和巴尔干国家的大主教。

### 维也纳7月16日（安魂曲及游行和在皇家墓穴埋葬）
许多政要参加了7月16日在维也纳举行的葬礼。共有约1000名受邀嘉宾出席，其中包括许多皇室成员、贵族、国家元首和政府代表。

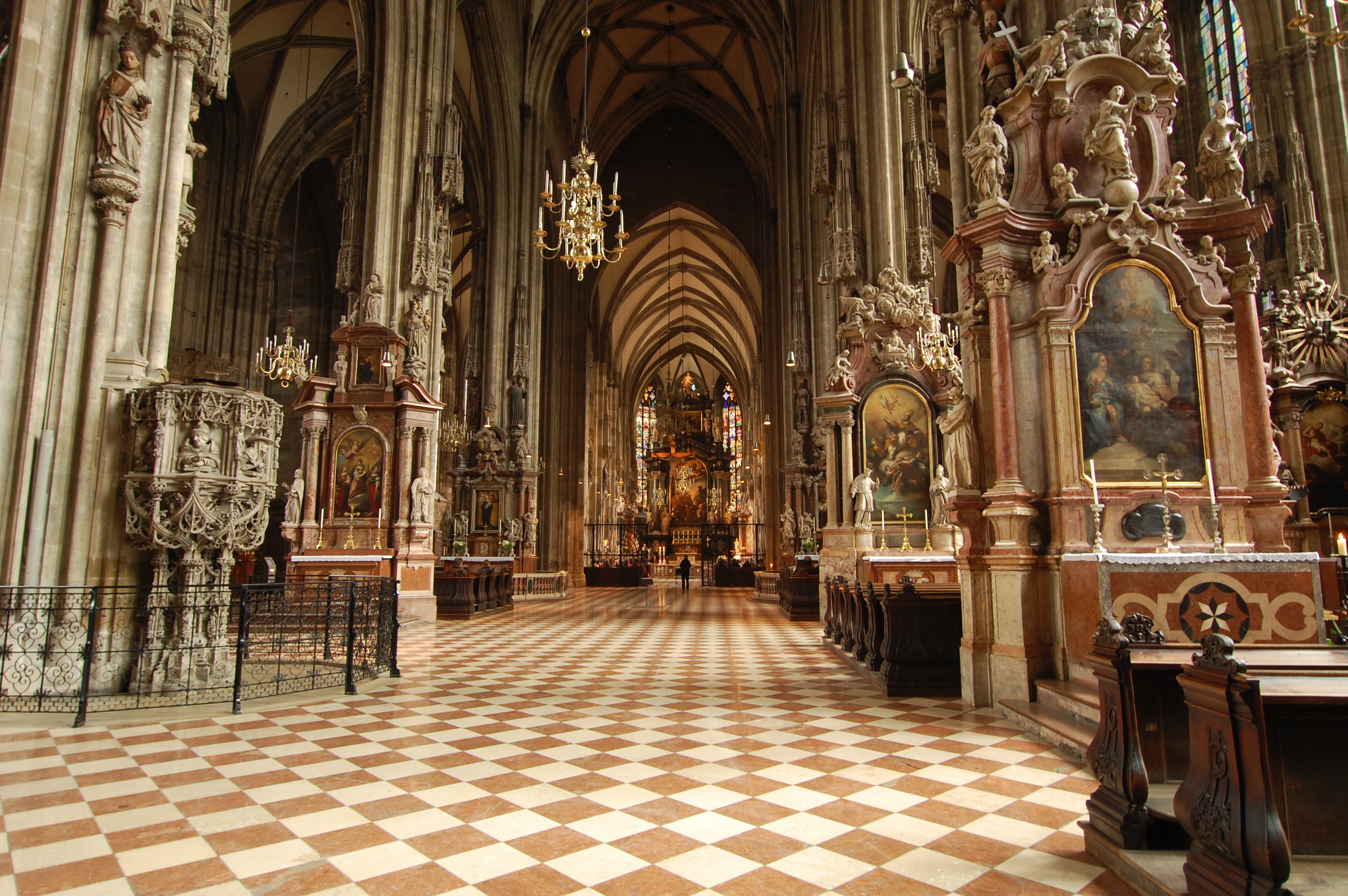
教堂照片

#### 皇/王室
- 哈布斯堡家族（奥匈帝国皇室）：卡尔·冯·哈布斯堡、格奥尔格·冯·哈布斯堡、奥地利的弗朗西斯卡、艾蕾诺尔·冯·哈布斯堡、费迪南·冯·哈布斯堡、奥地利的安德烈亚、奥地利的莫妮卡、奥地利的米凯拉、加布里埃拉·冯·哈布斯堡、奥地利沃尔布加、比利时洛伦茲亲王、奥地利埃斯特大公、奥地利玛丽亚安娜和加利津公主等[9][10]

##### 波旁王朝分支
- 波旁-帕尔马家族（帕尔马公国王室）：帕尔马公爵卡洛斯五世、安妮瑪麗公主和巴尔迪伯爵海梅[11]
- 波旁-帕尔马家族卢森堡分支（法理上姓拿骚-魏尔堡）：卢森堡大公亨利和卢森堡大公夫人玛丽亚·特丽莎大公夫人[12]
- 西班牙波旁王朝：克里斯蒂娜王女

##### 霍亨索伦家族分支
- 霍亨索伦家族（德意志第二帝國皇室）：普鲁士的格奥尔格·腓特烈
- 霍亨索伦-锡格马林家族（羅馬尼亞王室）：羅馬尼亞國王米哈伊一世[13]

##### 萨克森-科堡-哥达王朝分支
- 萨克森-科堡-哥达王朝（保加利亞皇室）：保加利亞沙皇和前保加利亞總理西美昂二世[9]
- 萨克森-科堡-哥达王朝比利時分支（比利時王室） ：比利时的阿斯特丽德公主
- 溫莎王朝（父系，英國王室）：肯特的迈克尔王子和肯特迈克尔王妃（私人名義出席）[14][15]
- 薩伏伊家族：维托里奥·埃曼努埃莱·迪·萨伏伊
- 贝尔纳多特王朝：瑞典國王卡尔十六世·古斯塔夫和西尔維婭王后
- 列支敦士登王朝：汉斯·亚当二世
- 戈利岑家族：彼得·德米特里耶维奇·加利津王子、塔蒂亚娜·加利津公主、玛丽亚·加利津公主
- 巴登家族：巴登藩侯马克西米利安
- 维特尔斯巴赫王朝：巴伐利亚的柳特波德王子
- 所羅門王朝：阿斯法-沃森·阿塞拉特皇子[16]
- 哈希姆家族：哈桑·宾·塔拉勒和莎瓦·哈桑王妃
- 彼得罗维奇-涅戈什王朝：黑山王储尼古拉[17]

## 轉播
来自欧洲、美国和日本的300名记者获准报道奧托的葬礼。

### 電視轉播
- ：巴伐利亚广播公司直播了在7月11日慕尼黑的葬禮。
- 奥地利：奥地利广播集团在7月16日維也納直播了6小時葬禮。